# Louis Bertagna
Pour les articles homonymes, voir Bertagna.
Louis Bertagna, né le 24 mars 1920 à Sarrebruck alors ville du Territoire du Bassin de la Sarre en Allemagne et mort le 28 octobre 2006 à Paris, est un psychiatre français spécialiste des traitements des dépressions.

## Biographie
Louis Bertagna est le fils d'Antoine Bertagna, un ingénieur civil des mines originaire de Grasse et responsable depuis 1919 à Ensdorf des mines domaniales de charbon du bassin de la Sarre administrées par la France à la suite de la défaite allemande, et de Marie Gaudin. Il fait ses études secondaires au collège Saint-Clément à Metz chez les Jésuites avant d'entreprendre des études de médecine à la faculté de Paris. Durant la Seconde Guerre mondiale, il est membre de la Jeunesse étudiante chrétienne et refuse publiquement le Service du travail obligatoire. Il est actif dans la Résistance française au sein du « réseau Manipule » puis du « réseau Comète », chargé d'exfiltrer de la zone occupée les pilotes des avions abattus. À la fin du conflit, en 1944, son appartement devient la rédaction du journal Témoignage chrétien. Il reprend ses études de médecine en 1946, finit son internat en psychiatrie en 1950, et fait son clinicat jusqu'en 1954.
Dans sa pratique de la médecine, Louis Bertagna sera le précurseur, dès 1969, des traitements par le lithium de certaines maladies neuropsychiatriques, et l'un des spécialistes des problèmes de dépression et des troubles bipolaires. Il fut l'un des premiers à considérer que la dépression est une maladie également d'origine physiologique :

« La maladie dépressive [...] prend alors sa véritable physionomie de maladie authentique liée à un dérèglement physiologique et ne se séparant des autres types d'affections médicales que par son expression psychologique. »

— Louis Bertagna
Praticien attaché dans le service de psychiatrie de l'hôpital Cochin de 1955 à 1985, Louis Bertagna sera notamment le médecin d'André Malraux, à partir de 1966 jusqu'à sa mort, — avec lequel il entretiendra durant de longues années un important dialogue fait d'intérêts réciproques et retranscrit en partie par l'écrivain dans son essai Lazare, (1974) évoquant son hospitalisation d'un mois en 1972 à l'hôpital de la Salpêtrière —, mais aussi celui de nombreux écrivains et artistes,, ainsi que de Laurence Chirac,.
Louis Bertagna, marié à Élisabeth Sidler en 1943 avec laquelle il aura cinq enfants, est notamment le grand-père de Valérie Pécresse qui a déclaré à plusieurs reprises l'importance que celui-ci a eue pour elle,,,,.

## Publications
- Le traitement simplifié des aménorrhées primaires et secondaires par la Méthode de Zondek, thèse de médecine, 1945.
- Hommage à André Malraux (1901-1976) : « Il a vécu jusqu'à sa mort », La Nouvelle Revue française no 295, p. 95-114, 1977.
- Dépression et couple : un entretien avec Louis Bertagna par Louis Bertagna et Monique Vigy, éditions Ardix médical, 1995,  (ISBN 2909705390).

## Distinctions
- Commandeur de la Légion d'honneur[2] (1993)